# Корну-де-Сус (Корну, Прахова)
Корну-де-Сус (рум. Cornu de Sus) — село у повіті Прахова в Румунії. Входить до складу комуни Корну.
Село розташоване на відстані 87 км на північ від Бухареста, 36 км на північний захід від Плоєшті, 54 км на південь від Брашова.

## Населення
За даними перепису населення 2002 року у селі проживали 1087 осіб. Усі жителі села рідною мовою назвали румунську.
Національний склад населення села:
| Національність | Кількість осіб | Відсоток |
| -------------- | -------------- | -------- |
| румуни         | 1078           | 99,2%    |
| цигани         | 9              | 0,8%     |